# Józef Trenkwald
Józef Trenkwald   (Viena, 14 d'agost de 1897 - Londres, 19 de novembre de 1956) va ser un genet polonès que va competir durant la dècada de 1920.
El 1928 va prendre part en els Jocs Olímpics d'Amsterdam, on va disputar dues proves del programa d'hípica. Guanyà la medalla de bronze en la prova del concurs complet per equips, formant equip amb Michał Antoniewicz i Karol Rómmel, mentre en el concurs complet individual fou vinc-i-cinquè. En ambdues proves muntà el cavall Lwi Pazur.